# Nour (Satellit)
Nour (persisch ماهواره نور, DMG Māhavāre-ye Nūr, ‚Licht‘) ist ein Aufklärungssatellit der Luft- und Raumfahrtstreitkräfte der Iranischen Revolutionsgarden. Er wurde am 22. April 2020 in einem erdnahen Orbit platziert und sollte zehn Tage später seinen Betrieb aufnehmen.

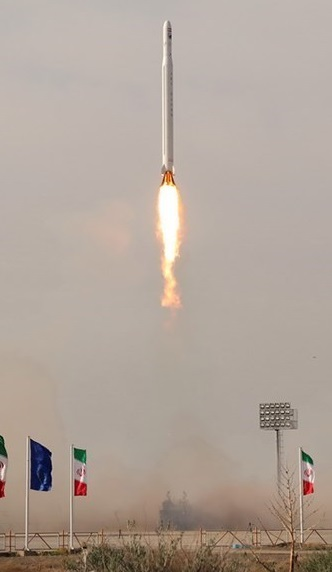
Start des Satelliten

Der Start wurde auf den 41. Jahrestag der Gründung der Revolutionsgarden gelegt, er erfolgte mit einer Ghased-Rakete von einer mobilen Abschussplattform auf dem Raketenstartgelände Schahrud, nicht wie bei zivilen Satelliten vom Imam-Chomeini-Weltraumbahnhof. Brigadegeneral Amir-Ali Hajizadeh, der Kommandant der iranischen Luft- und Raumfahrtstreitkräfte, erklärte, dass der Satellit der optischen Beobachtung mit einer CCD-Kamera diene.
Nach Aussage von Generalmajor Hussein Salami, dem Kommandeur der Revolutionsgarden, handelt es sich um einen Mehrzwecksatellit, der die strategische Aufklärung seiner Truppe verbessern solle. Nour ist ein Cubesat im „6U“-Format, das heißt, er misst etwa 10 × 23 × 34 cm. Der Satellit besitzt zwar eine Kamera, aber kein aufwendiges Teleobjektiv wie reguläre Spionagesatelliten, wodurch sein militärischer Nutzen nach Einschätzung der United States Space Force begrenzt ist.
Unabhängig davon zeigte man sich in den USA wegen der Trägerrakete besorgt, und US-Außenminister Mike Pompeo erinnerte die iranische Regierung daran, die Resolution 2231 des Sicherheitsrats der Vereinten Nationen zu beachten.
Diese Resolution fordert den Iran unter anderem dazu auf, „keine Tätigkeiten im Zusammenhang mit ballistischen Flugkörpern durchzuführen, die dazu angelegt sind, Kernwaffen zum Einsatz bringen zu können, einschließlich Starts unter Verwendung von Technologie für solche ballistischen Flugkörper“.
Die Ghased selbst ist nicht für den Start von Kernwaffen geeignet.